# Nadja Nožarova
Nadja Mateeva Nožarova (bulharsky: Надя Матеева Ножарова; 21. listopadu 1916 Pleven - 18. dubna 2014 New York) byla bulharská operetní zpěvačka a herečka, americká podnikatelka a filantropka a španělská hraběnka.
Její otec byl obchodníkem s elektrickými materiály. Studovala na americké dívčí škole v Loveči. V roce 1934 se vrátila do rodného Plevenu a roku 1936 zahájila pěveckou kariéru v operetním divadle Angela Sladkarova. Poté vystupovala v divadle Odeon a na jiných scénách. Následně se přestěhovala do Německa, kde studovala zpěv. V roce 1940 se provdala za papežského hraběte z Navarra, španělského diplomata ve Vatikánu, od kterého získala titul „hraběnka“. Žili v Monte Carlu. Do Bulharska se vrátila v roce 1942 a objevila se i ve filmu, zejména ve snímku Izpitanie (Proces).
Po smrti manžela se v roce 1949 se přestěhovala do USA a v roce 1953 se provdala za Sida Farbera, který vlastnil stavební a realitní společnost. Pár si postavil "hrad" v maurském stylu na Svatém Kříži na Amerických Panenských ostrovech. Po manželově smrti v roce 1985 získala velký majetek a provdala se za Jurije Farbera. Ve Spojených státech podporovala několik organizací pomáhajících židovským a venezuelským přistěhovalcům.